# Список Тимуридов
Список Тимуридов — список, в который включаются представители правителей различных государственных образований из династии Тимуридов.

## Мавераннахр

### Правители Мавераннахра (Самарканд)
1. Тимур 1370—1405
  - Мухаммад Султан, правитель Самарканда 1399—1401
2. Халиль-Султан правитель Мавераннахра и глава империи с титулом хакан 1405—1409
3. Улугбек правитель Ташкента 1404—1405, правитель Мавераннахра 1409—1449, глава империи с титулом хакан 1447—1449
4. Абд аль-Латиф правитель Мавераннахра и Хорасана и глава империи с титулом хакан 1449—1450
5. Абдулла ибн Ибрагим султан правитель Мавераннахра 1450—1451
6. Абу-Саид-мирза 1451—1469
7. Султан Ахмед мирза 1469—1494
8. Султан Махмуд мирза 1494—1495
9. Байсункар мирза 1495—1497
10. Бабур 1497—1498, 1511—1512
11. Султан Али мирза 1498—1500

### Правители Ферганы
1. Умар-шейх 1376—1394
2. Искандар Султан-мирза 1394—1400
3. Ибрагим султан 1404—1405
4. Ахмад-мирза 1409—1416
5. Умар-Шейх-мирза 1469—1494
6. Бабур 1494—1504

### Правители Хисара
1. Мухаммад Джахангир-мирза 1409—1433
2. Абу-Бакр мирза 1460—1480
3. Султан Махмуд мирза 1480—1494
4. Султан Масуд-мирза 1495—1497 (правитель Бухары 1494—1501)
5. Байсункар мирза 1497—1499 (правитель Бухары 1494—1497)
6. Султан Али мирза 1499—1500 (правитель Самарканда 1496, 1498—1500)

### Правители Бухары
1. Султан Масуд-мирза 1494—1501
2. Байсункар мирза 1494—1499

## Хорасан

### Правители Хорасана
1. Миран-шах 1380—1397
2. Шахрух 1397—1447, глава империи с титулом хакан 1409—1447
3. Байсонкур правитель Туса 1417—1433
4. Ала уд-Даула-мирза 1447—1448 (правитель Туса 1433—1447)
5. Улугбек 1448—1449
6. Абд ал Латиф 1449—1450
7. Абу-л-Касим Бабур 1451—1457
8. Шах Махмуд-мирза 1457—1457
9. Султан Абу Саид-мирза глава империи с титулом хакан 1457—1469
10. Ядгар Мухаммад-мирза 1469—1470
11. Хусейн Байкара 1469—1506
12. Бади аз-Заман Мирза 1506—1507 (правитель Балха 1497—1506)
13. Музаффар Хусайн-мирза 1506—1507
  - Абу-л-Мухсин-мирза правитель Мерва 1506—1507

### Правители Балха
1. Пир Мухаммад 1405—1407
2. Ибрагим султан 1409—1414
3. Мухаммад Джуки-Мирза 1443—1445
4. Мухаммад Касим-мирза 1445—1447
5. Абу Бакр-мирза 1447 (правитель Хутталяна 1445—1447)
6. Абд ал Латиф 1447—1449

## Джибал (Западный Иран и Ирак)

### Правители Фарса
1. Умар-шейх 1393—1394
2. Пир Мухаммад Мирза 1394—1400, 1403—1409 (правитель Исфахана 1408—1409)
  - Искандар Султан-мирза правитель Хамадана 1403—1409
  - Рустам-мирза правитель Исфахана 1405—1408
3. Искандар Султан-мирза 1409—1414
4. Ибрагим султан 1414—1435
  - Байкара, правитель Лурестана 1414—1415
5. Абдулла-мирза 1435—1450

### Правители Ирака
1. Миран-шах 1393—1399
2. Мухаммад Султан 1401—1403
3. Абу Бакр-мирза правитель Багдада 1403—1406
4. Умар-мирза 1404—1405 (правитель Азербайджана 1405—1407)
5. Миран-шах 1405—1408 (повторно)
6. Шахрух 1420—1447

### Правители Мазандерана и Рея
1. Халиль-Султан, правитель Мазандерана 1405—1409, правитель Рея 1409—1411
2. Айал-мирза, правитель Рея 1411—1414
3. Айланкар-мирза, правитель Рея 1414—1415
4. Султан Мухаммад-мирза, правитель Рея 1442—1448, правитель Мазандерана 1448—1451
5. Хусейн Байкара, правитель Мазандерана 1461—1469

## Афганистан

### Правители Газны
1. Пир Мухаммад 1392—1407
2. Хайду Бахадур-мирза 1407—1417
3. Суюргатмыш-мирза 1417—1426
4. Султан Масуд-мирза 1426—1439
5. Карачар-мирза 1439—1451
6. Абу-л-Касим Бабур 1451—1457
7. Султан Абу Саид-мирза 1457—1461
8. Улугбек-мирза 1461—1502
9. Джахангир-мирза 1504—1507
  - Бабур правитель Кабула 1504—1526, правитель Кандахара 1512—1526, глава империи с титулом падишах 1507—1526
10. Насир-мирза 1507—1515 (правитель Нингнахара 1504—1507, правитель Кандахара 1507)
  - Абд ур-Раззак-мирза правитель Нингнахара 1507—1509?
  - Султан Увайсхан-мирза правитель Кундуза 1507—1520

### Правители Бадахшана
1. Хумаюн 1511—1530, он же представитель династии Великих Моголов
2. Хиндал-мирза 1530
3. Сулайман Шах-мирза 1530—1546
4. Хиндал-мирза 1546—1547 (повторно)
5. Сулайман Шах-мирза 1547—1575 (повторно)
6. Мир Шахрух-мирза 1575—1585

## Индия
См. Падишахи Империи Великих Моголов

## Родословная Тимуридов
| Кутб уд-Дин Абу-л-Мансур Мухаммад Тимур-бек (Тимур) р.1336, бек тумана Кашкадарья 1361—1370, бекляри-бек Чагатайского улуса Мавераннахр 1370—1405 1. Джахангир (Гияс-ад-дин Мухаммад Джахангир) ум. 1375. 1. Мухаммад Султан-мирза р.1375, правитель Самарканда 1399—1401, правитель Ирака 1401—1403 1. Мухаммад Джахангир-мирза правитель Мавераннахра и глава империи с титулом хакан 1405—1409, правитель Хисара 1409—1433 1. Халил Султан 2. Пир Мухаммед правитель Газни 1392—1407, правитель Балха 1405—1407 1. Хайду Бахадур-мирза правитель Газни 1407—1417 2. Умар-шейх (Мугис уд-Дин Умар-шейх) р.1354, правитель Ферганы 1376—1394, правитель Фарса 1393—1394 1. Пир Мухаммад Мирза правитель Фарса 1394—1400, 1403—1409 правитель Исфахана 1408—1409 2. Рустам-мирза правитель Исфахана 1405—1408 3. Искандар Султан-мирза р.1384, правитель Ферганы 1394—1400, правитель Хамадана 1403—1409, правитель Фарса 1409—1414 4. Байкара, правитель Лурестана 1414—1415 1. Мансур 1. Хусейн Байкара (Муизз ад-Даула ва-д-Дин Абу-ль-Гази Султан-Хусейн Мирза) (1438—1506), правитель Мазандерана 1461—1469, правитель Хорасана 1469—1506 1. Бади аз-Заман Мирза правитель Балха 1497—1506, правитель Хорасана 1506—1507 1. Мухаммад Заман Мирза 2. Муин уд-Даула ва-д-Дин Музаффар Хусайн-мирза правитель Хорасана 1506—1507 3. Абу-л-Мухсин-мирза правитель Мерва 1506—1507 2. Мухаммад 1. Увайс 5. Ахмад-мирза правитель Ферганы 1409—1416 1. Санджар Султан правитель Мерва ? — 1458; казнён 3. Джалал уд-Дин Миран-шах р.1366, правитель Хорасана 1380—1397, правитель Ирака 1393—1399, 1405—1408 1. Абу Бакр-мирза правитель Багдада 1403—1406 1. Айланкар-мирза правитель Рея 1414—1415 2. Умар-мирза правитель Ирака 1404—1405, правитель Азербайджана 1405—1407 3. Халиль-Султан (1384—1411), правитель Мазандерана 1405—1409, правитель Рея 1409—1411 4. Султан Мухаммад-мирза 1. Абу-Сеид р.1424, правитель Мавераннахра 1451—1469, правитель Газни 1457—1461, правитель Хорасана и глава империи с титулом хакан 1458—1469 1. Султан Ахмед мирза р.1451, правитель Мавераннахра 1469—1494 2. Султан Махмуд мирза р.1453, правитель Хисара 1480—1494, правитель Мавераннахра 1494—1495 1. Султан Масуд-мирза правитель Бухары 1494—1501, правитель Хисара 1495—1497 2. Байсункар мирза р.1477, правитель Бухары 1494—1499, правитель Мавераннахра 1495—1497, правитель Хисара 1497—1499 3. Султан Али мирза правитель Самарканда 1496, 1498—1500, правитель Хисара 1499—1500 4. Султан Увайсхан-мирза правитель Кундуза 1507—1520 1. Сулайман Шах-мирза правитель Бадахшана 1530—1546, 1547—1575 1. Ибрахим 1. Мир Шахрух-мирза правитель Бадахшана 1585—1592 3. Султан Мухаммад-мирза 4. Умар-Шейх-мирза р.1456, правитель Ферганы 1469—1494 1. Бабур (Захир ад-Дин Мухаммед Бабур) (1483—1530), правитель Ферганы 1494—1504, правитель Кабула 1504—1526, глава империи с титулом падишах 1507—1526, правитель Мавераннахра 1511—1512, правитель Кандагара 1512—1526, падишах Хиндустана 1526—1530, основатель Империи Великих Моголов 1. Насир уд-Дин Абу Наср Мухаммад Хумаюн р.1508, правитель Бадахшана 1511—1530, падишах Хиндустана 1530—1539, 1555—1556 2. Абу Насир Мухаммад Хиндал-мирза р.1508, правитель Бадахшана 1530, 1546—1547, ум.1551 2. Джахангир-мирза р.1485, правитель Газни 1504—1507 3. Насир-мирза р.1487, правитель Нингнахара 1504—1507, правитель Кандахара 1507, правитель Газни 1507—1515 5. Улугбек-мирза правитель Газни 1461—1502 1. Абд ур-Раззак-мирза правитель Нингнахара 1507—1509? 2. Мираншах 6. Абу Бакр-мирза правитель Хисара 1460—1480 (?) 5. Айал-мирза правитель Рея 1411—1414 4. Шахрух (Муин аль-Хакк ва-д-Дин Шахрух) (1377—1447), правитель Хорасана 1397—1447, глава империи с титулом хакан 1409—1447, правитель Ирака 1420—1447 1. Улугбек (Мухаммед Тарагай Улугбек) (1394—1449), правитель Ташкента 1404—1405, правитель Мавераннахра 1409—1449, глава империи с титулом хакан 1447—1449, правитель Хорасана 1448—1449 1. Рукн уд-Дин Абд ал Латиф правитель Балха 1447—1449, правитель Мавераннахра и Хорасана и глава империи с титулом хакан 1449—1450 1. Мухаммад Джуки, умер в тюрьме в 1464 году 2. Абд ал-Азиз убит в 1449 году. 2. Ибрагим султан р.1394, правитель Ферганы 1404—1405, правитель Балха 1409—1414, правитель Фарса 1414—1435 1. Абдулла ибн Ибрагим султан правитель Фарса 1435—1450, правитель Мавераннахра 1450—1451 3. Гийас уд-Дин Байсонкур р.1397, правитель Туса 1417—1433 1. Кутб уд-Дин Султан Мухаммад-мирза р.1418, правитель Рея 1442—1448, правитель Мазандарана 1448—1451 1. Ядгар Мухаммад-мирза правитель Мавераннахра 1469, правитель Хорасана 1469—1470 2. Рукн уд-Дин Ала уд-Даула-мирза р.1417, правитель Туса 1433—1447, правитель Хорасана 1447—1448, ум.1460 1. Ибрахим (р. 1440), правитель Герата 1457—1459 3. Муизз уд-Дин Абу-л-Касим Бабур р.1422, правитель Газни 1451—1457, правитель Хорасана 1452—1457 1. Шах Махмуд-мирза правитель Хорасана 1457—1458 4. Суюргатмыш-мирза правитель Газни 1417—1426 1. Султан Масуд-мирза правитель Газни 1426—1439 2. Карачар-мирза правитель Газни 1439—1451 5. Мухаммад Джуки-Мирза правитель Балха 1443—1445 1. Абу Бакр-мирза правитель Хутталяна 1445—1447, правитель Балха 1447 2. Мухаммад Касим-мирза правитель Балха 1445—1447 |